# Charles Napier
Charles L. Napier (12. dubna 1936 Mt. Union, Kentucky – 5. října 2011 Bakersfield, Kalifornie) byl americký herec.

## Počátky
Narodil se v Mt. Unionu v USA do rodiny Sary Leny a Linuse Pittse Napierových. Poté, co dokončil střední školu, se v roce 1954 dal k armádě. Poté studoval také na Western Kentucky University a později na JFK Junior High School, kde se věnoval umění. Rád se věnoval malování.

## Kariéra
Před kamerou se poprvé objevil v roce 1968 v seriálu Mannix. Českým divákům pak může být znám z několika úspěšných celovečerních filmů. Patří k nim snímky jako Bratři Bluesovi, Rambo II, Mlčení jehňátek, Philadelphia nebo Legendy z Dogtownu.
Objevil se také v seriálech jako Dallas, Outlaws nebo The Critic.

## Osobní život
Do své smrti byl ženatý s Dee Napier, se kterou měl 2 děti, syna Huntera a dceru Meghan. Z předchozího manželství měl syna Chucka.

## Smrt
Zemřel 5. října 2011 ve věku 75 let den poté, co zkolaboval.

## Vybraná filmografie

### Filmy
- 1979 - Poslední objetí
- 1980 - Melvin a Howard, Bratři Bluesovi
- 1985 - Rambo II
- 1986 - Unesená, Okamžitá spravedlnost, Něco divokého
- 1987 - Temný vesmír
- 1988 - Manželství s mafií
- 1989 - Vetřelec z hlubin, Seznam smrti
- 1990 - Švindlíři, Poslední zápas, Komando budoucnosti 2, Dračí souboj
- 1991 - Mlčení jehňátek, Terč policajt, Pod dohledem, Indio 2 - Vzpoura
- 1992 - Žabí město 2, Uprostřed pavučiny, Oči šílence
- 1993 - Philadelphia, Pěst spravedlnosti, Nabitá zbraň 1, Moskyti
- 1994 - Těžký zločin, Souboj policajtů, Snímek na tělo
- 1995 - 3 nindžové - Příprava k útoku, Soudcem z nouze
- 1996 - Riot, Cable Guy
- 1997 - Útěk z vězení, Supertajná zbraň, Austin Powers: Špionátor
- 1998 - Teror v Limě, Milovaná, Další šance, Armstrong
- 1999 - Velký šprým, Měsíc lovu, Austin Powers: Špion, který mě vojel
- 2000 - Zamilovaný profesor 2: Klumpovi
- 2002 - Spirit - divoký hřebec
- 2004 - Manchurianský kandidát
- 2005 - Průšvihář na útěku, Legendy z Dogtownu
- 2006 - Annapolis
- 2009 - Kšeftáři

### Televizní filmy
- 1982 - Knight Rider
- 1984 - Aféra Cartier
- 1988 - Návrat neuvěřitelného Hulka
- 1993 - Renegát, Body Bags: Historky z márnice
- 1994 - Útěk z vězení
- 1995 - Maxovo zmizení, Krutá spravedlnost

### Televizní seriály
- 1968 - Mannix, Mission: Impossible
- 1969 - Star Trek
- 1975 - Kojak, Starsky & Hutch
- 1977 - The Oregon Trail
- 1979 - B.J. and the Bear
- 1981 - Kráčející skála
- 1982 - Knight Rider, Modrá a šedá, Dallas
- 1986 - Outlaws, To je vražda, napsala
- 1994 - The Critic
- 1995 - Star Trek: Stanice Deep Space Nine
- 1997 - Jumanji, Superman, Muži v černém
- 1998 - Herkules
- 1999 - The Magician, Walker, Texas Ranger
- 2001 - Simpsonovi
- 2005 - Kriminálka Las Vegas, Squidbillies
- 2008 - Odložené případy
- 2011 - Archer